# Konditionierung
Unter Konditionierung versteht man in der Lernpsychologie Formen des Lernens von Reiz-Reiz-Assoziationen bzw. Reiz-Reaktions-Assoziationen (Stimulus-Response-Lernen) durch wiederholte Koppelung von Reizen. Man unterscheidet zwei Grundtypen der Konditionierung: die Klassische Konditionierung, die ausgelöstes (reflektorisches) Verhalten betrifft (der lernende Organismus hat keine Kontrolle über den Reiz und die von ihm ausgelöste Reaktion), und die Instrumentelle bzw. Operante Konditionierung, die ursprünglich spontanes Verhalten betrifft, das je nach der dem Verhalten folgenden Konsequenz zielgerichtet wird.
Beide Lernformen lassen sich bei nahezu allen Tierarten nachweisen und ermöglichen somit fundamental wichtige Anpassungsleistungen von Organismen an die jeweilige Umwelt.

## Klassische Konditionierung
Lernen durch Klassische Konditionierung wurde erstmals von Iwan Petrowitsch Pawlow beschrieben und seither unzählige Male experimentell repliziert. Pawlow beobachtete zufällig, dass einige der Hunde, mit denen er experimentierte, um Näheres über die Speichelsekretion herauszufinden, schon vor Beginn des Experimentes Speichel absonderten. Eine genauere Betrachtung ergab, dass dies nur bei jenen Hunden auftrat, die schon länger im Labor waren und den Ablauf der Experimente kannten. Dieser Speichelfluss konnte daher nicht auf den Geruch oder den Anblick des Futters zurückgeführt werden, sondern musste eine andere Ursache haben. Um dies zu analysieren, ließ Pawlow in einem Versuch zeitgleich mit dem Vorsetzen von Futter einen Glockenton ertönen. Nach einigen Wiederholungen floss der Speichel bei diesen „Pawlowschen Hunden“ beim Glockenton, obwohl kein Futter gegeben wurde.
Nach ausreichend häufiger gemeinsamer Darbietung (Kontiguität) wurde der vorher neutrale Reiz (Glockenton) durch Assoziation zu einem bedingten Reiz, der alleine fast dieselbe Reaktion (Speichelfluss) auslösen kann, wie der unbedingte Reiz (Futter), mit dem er gekoppelt wurde. Aus der unbedingten Reaktion (Speichelfluss) auf das Futter wurde eine bedingte Reaktion auf den Glockenton.
Heute weiß man, dass Kontiguität nicht hinreichend zur Ausbildung einer bedingten Reaktion ist, sondern dass der neutrale Reiz Informationsgehalt über das Auftreten des unbedingten Reizes besitzen muss.

## Instrumentelle und operante Konditionierung
Bei der operanten oder auch instrumentellen Konditionierung wird die Häufigkeit von ursprünglich spontanem Verhalten durch seine angenehmen oder unangenehmen Konsequenzen nachhaltig verändert. In der Alltagssprache ist dies „Lernen durch Belohnung/Bestrafung“.
Die Verhaltensweise kann dem natürlichen Repertoire entstammen, oder aus natürlichem Verhalten abgeleitet sein. Durch positive oder negative Verstärkung wird die Auftretenswahrscheinlichkeit dieses Verhaltens erhöht. Durch positive oder negative „Bestrafung“ wird die Auftretenswahrscheinlichkeit dieses Verhaltens verringert. Die Erforschung begann mit den Experimenten von Edward Lee Thorndike am Ende des 19. Jahrhunderts. Besonders verdient gemacht hat sich auch Burrhus Frederic Skinner, der ab den 1950er Jahren intensiv auf diesem Gebiet forschte.

## In beiden Konditionierungsarten auftretende Lerneffekte

### Extinktion
Den Lernprozess, nach dem die bedingte bzw. instrumentelle Reaktion nicht mehr gezeigt wird, bezeichnet man als Extinktion. Diese tritt ein, wenn der bedingte Reiz mehrmals „ohne“ Darbietung des unbedingten Reizes präsentiert wird (klassische Konditionierung) oder die Verhaltenskonsequenz des operant verstärkten Verhaltens mehrmals ausbleibt (operante Konditionierung). Dabei handelt es sich weder um Vergessen, noch um Verlernen, sondern um ein zusätzliches Lernen, das die Wirkung des bedingten Reizes vorübergehend und kontextabhängig außer Kraft setzt.

### Reiz-Generalisierung
Wenn eine (klassisch oder operant) konditionierte Reaktion auf einen bestimmten Reiz gelernt worden ist, kann es vorkommen, dass ähnliche Reize die gleiche Reaktion auslösen. Dabei gilt: Je ähnlicher der Neureiz dem konditionierten Reiz ist, desto stärker werden die Reaktionen ausfallen. Paradigmatisch ist das Little-Albert-Experiment von Watson und Rayner (1920), bei dem der kleine Albert seine (konditionierte) Angst vor Ratten auf einen Hasen, einen Hund, eine Nikolausmaske, Baumwollbüschel und einen Pelzmantel ausdehnte. Hat ein Kind zum Beispiel Angst vor Ärzten, kann diese Angst generalisiert werden auf Menschen, die weiße Kittel tragen. Nach ICD-10 klassifiziert man solche Symptome bei krankhafter Ausprägung als Generalisierte Angststörung (Teilbereich Sonstige Angststörungen).

### Reiz-Diskriminierung
Die Reiz-Diskriminierung stellt den entgegengesetzten Prozess zur Reiz-Generalisierung dar. Nach erfolgreichem Reiz-Diskriminationslernen ist der Handelnde in der Lage, zwei Reize voneinander zu unterscheiden. Die konditionierte Reaktion tritt nur bei exakt den Reizen auf, die in der Lernsituation mit der Reaktion gekoppelt wurden. Ein Beispiel aus dem Humanbereich könnte sein, „dass das Kind eine sehr differenzierte bedingte Angstreaktion dem Vater gegenüber zeigt, wenn häufiger nur dieser schimpft“, jedoch keine generelle Angst vor männlichen Erwachsenen empfindet.